# Eric Obougou
Eric Gabin Obougou A Maben (ur. 24 stycznia 1986) – kameruński zapaśnik walczący w stylu wolnym. Siódmy na igrzyskach afrykańskich w 2015. Brązowy medalista mistrzostw Afryki w 2013 roku.